# Milionia wandammensis
Milionia wandammensis là một loài bướm đêm trong họ Geometridae.